# Masukagami
Le Masukagami (増鏡) est un conte historique japonais écrit au début de l'époque de Muromachi, probablement entre 1368 et 1376. L'auteur en est inconnu mais les spécialistes l'attribuent à Nijō Yoshimoto. C'est le dernier livre de la série des « quatre miroirs » ; il revient sur les événements les plus récents.
Le Masukagami compte vingt volumes et rapporte les événements survenus entre 1183 et 1333 selon les règles de composition des contes historiques chinois traditionnels. Le récit commence avec l'accession au trône de l'empereur Go-Toba et se termine avec l'exil de l'empereur Go-Daigo dans une île de la province d'Oki. L'histoire est racontée par une nonne bouddhiste centenaire fictive du temple Seiryō-ji.